# Ogenki Clinic
Ogenki Clinic (яп. お元気クリニック огэнки куриникку, «Клиника Огэнки») — комедийная порнографическая манга Харуки Инуи, опубликованная в японском журнале Play Comic, и одноимённое аниме (в США выпущено под названием Ogenki Clinic Adventures). OVA, снятое режиссёром Такаси Ватанабэ, состоит из 3 серий. В Японии оно вышло в 1991 году на видеокассетах VHS.

## Сюжет
В центре сюжета находится врач по имени Савару Огэнки и медсестра Руко Татасэ, которые помогают пациентам решать их сексуальные проблемы.

## Персонажи
Руко Татасэ (яп. 多々瀬ルコ) — Медсестра и помощница Савару, а также младшая сестра Масуо.
Сейю: Кикуко Иноуэ
Савару Огэнки (яп. 御毛栗触) — Основатель и главный врач клиники Огенки.
Сейю: Акэми Окамура

## Медиа

### Манга
Манга, первый том которой появился в 1987 году, была опубликована в девяти томах издательством Akita Shoten. В США она была лицензирована Ironcat и несколько раз попадала в список бестселлеров, однако в 2003 году её издание было прекращено из-за финансовых проблем в компании Ironcat. Ogenki Clinic также лицензирована во Франции (Albin Michel, Samourai), Испании (Norma Editorial), Германии (Schreiber und Leser).
| № | Дата публикации | ISBN               |
| - | --------------- | ------------------ |
| 1 |                 | ISBN 4-253-06808-1 |
| 2 |                 | ISBN 4-253-06809-X |
| 3 |                 | ISBN 4-253-06810-3 |
| 4 |                 | ISBN 4-253-06811-1 |
| 5 |                 | ISBN 4-253-06942-8 |
| 6 |                 | ISBN 4-253-06943-6 |
| 7 |                 | ISBN 4-253-06944-4 |
| 8 |                 | ISBN 4-253-06945-2 |
| 9 |                 | ISBN 4-253-06946-0 |

### Аниме
Премьера экранизации состоялась с 21 января по 21 марта 1992 года. Производством занималась AC Create совместно с Akita Shoten и Tokyo Kids, под руководством режиссёра Такаси Ватанабэ, по сценарию Ютака Цунода, музыкальное сопровождение написал композитор Такаси Аюкава. Выпуск в японии, состоялся на VHS.
Начальная тема:
«Mono» — исполняет CHU-DOKU
Завершающая тема:
«I loved it» — исполняет CHU-DOKU
| Список серий | Список серий             | Список серий        |
| № серии      | Название                 | Трансляция в Японии |
| ------------ | ------------------------ | ------------------- |
| 1            | Check into Ogenki Clinic | 21 января 1992      |
| 2            | Return to Ogenki Clinic  | ?? февраля 1992     |
| 3            | Welcome to Ogenki Clinic | 21 марта 1992       |